# Широке (Миргородський район)
Широ́ке — село Миргородського району Полтавської області. Населення станом на 2001 рік становило 158 осіб. Входить до Великобагачанської селищної об'єднаної територіальної громади з адміністративним центром у смт Велика Багачка.

## Географія
Село Широке знаходиться на відстані 1 км від села Багачка Перша. По селу протікає пересихаючий струмок із загатою. Поруч проходить автомобільна дорога М03.
Віддаль до центру громади — 20 км. Найближча залізнична станція Хорол — за 39 км.

## Історія
Село Широке виникло в першій половині XIX ст. як хутір "при Широкій долині" Родионівської волості Хорольського повіту Полтавської губернії.
У січні 1918 року в селі розпочався період радянської окупації.
За переписом 1926 року село входило до Великобагачанського району Лубенської округи.
У 1932–1933 роках внаслідок Голодомору, проведеного радянським урядом, у селі загинуло 128 мешканців.
З 14 вересня 1941 по 22 вересня 1943 року Широке було окуповане німецькими військами.
У 1960 році в селі було встановлено пам'ятник на могилі радянського воїна.
У 1979 році в селі було встановлено пам'ятник воїнам-односельцям, які полягли на фронтах Німецько-радянської війни
Село входило до Багачанської Першої сільської ради Великобагачанського району.
12 жовтня 2016 року шляхом об'єднання Великобагачанської селищної ради та Багачанської Першої, Радивонівської, Степанівської, Якимівської сільських рад Великобагачанського району була утворена Великобагачанська селищна об'єднана територіальна громада з адміністративним центром у смт Велика Багачка.

## Населення

### Мова
Розподіл населення за рідною мовою за даними перепису 2001 року:
| Мова       | Кількість | Відсоток |
| ---------- | --------- | -------- |
| українська | 156       | 98.73%   |
| російська  | 2         | 1.27%    |
| Усього     | 225       | 100%     |

## Економіка
- СФГ "Січень"

## Пам'ятки історії
- Могила радянського воїна
- Пам'ятник воїнам-односельцям, які полягли на фронтах Німецько-радянської війни